# Confessions of Fire
Confessions of Fire - debiutancki album amerykańskiego rapera Cam’rona. Został wydany 21 lipca, 1998 roku.
Singlami promującymi album były "Horse and Carriage", z gościnnym udziałem Mase'a, "357" i "Feels Good" z Usherem. Album uzyskał status złotej płyty przez RIAA.

## Lista utworów
| #  | Utwór                 | Producent(ci)                                   | Goście                                 | Czas |
| -- | --------------------- | ----------------------------------------------- | -------------------------------------- | ---- |
| 1  | "Intro"               | Damon "Dai" Miller & Lance "Un" Rivera          |                                        | 3:40 |
| 2  | "Glory"               | Swizz Beatz                                     | Noreaga                                | 4:11 |
| 3  | "357"                 | Darrell "Digga" Branch & Lance "Un" Rivera      |                                        | 3:25 |
| 4  | "Rockin' and Rollin'" | Jermaine Dupri & Carl So-Lowe                   |                                        | 3:28 |
| 5  | "Wrong Ones"          | Darrell "Digga" Branch & Lance "Un" Rivera      |                                        | 4:19 |
| 6  | "Death"               | Darrell "Digga" Branch & Lance "Un" Rivera      |                                        | 4:14 |
| 7  | "Horse & Carriage"    | Trackmasters                                    | Mase                                   | 4:02 |
| 8  | "Me, My Moms & Jimmy" | Daven "Prestige" Vanderpool                     | Kenny Greene, Jimmy Jones & Fredericka | 3:57 |
| 9  | "Prophecy"            | Armando Colon & Lance "Un" Rivera               | Kelly Price                            | 4:29 |
| 10 | "We Got It"           | Daddy-O, Damon "Dai" Miller & Lance "Un" Rivera | Mase                                   | 4:22 |
| 11 | "D Rugs"              | Darrell "Digga" Branch & Lance "Un" Rivera      | Brotha                                 | 4:20 |
| 12 | "Feels Good"          | Darrell "Digga" Branch & Lance "Un" Rivera      | Usher                                  | 3:52 |
| 13 | "Phone Interlude"     |                                                 |                                        | 1:08 |
| 14 | "A Pimp's a Pimp"     | Darrell "Digga" Branch & Lance "Un" Rivera      | Jermaine Dupri                         | 4:33 |
| 15 | "Confessions"         | Darrell "Digga" Branch & Lance "Un" Rivera      | Jacob York                             | 5:53 |
| 16 | "Fuck You"            | Darrell "Digga" Branch & Lance "Un" Rivera      | Mase                                   | 2:38 |
| 17 | "Me & My Boo"         | Damon "Dai" Miller                              | Charli Baltimore                       | 4:21 |
| 18 | "Shanghai"            | Swizz Beatz                                     |                                        | 4:21 |
| 19 | "Who's Nice"          | Darrell "Digga" Branch & Lance "Un" Rivera      |                                        | 4:19 |

## Pozycja na listach
| Lista                  | Pozycja |
| ---------------------- | ------- |
| Top R&B/Hip Hop Albums | 2       |
| The Billboard 200      | 6       |